# Marie Carandini
Marie Carandini, född Burgess 1 februari 1826, död 13 april 1894, var en australiensisk operasångare, aktiv 1843–1892. 
Marie Carandini föddes i London som dotter till kusken James Burgess. Familjen emigrerade till Hobart i Australien 1833. Hon gifte sig 1843 med den italienska politiska flyktingen och operatenoren markis Jerome Carandini di Sarzano (1803-1870), som hade förvisats från Italien för opposition mot Österrike och kommit till Australien som medlem i Clarkes musiksällskap, och som vid tiden för giftermålet var lärare i dans och musik vid Queen's College.  
Marie Carandini debuterade som operasångerska vid en konsert i Hobart 21 augusti 1843, och på Royal Victoria Theatre i Sydney i april 1845. Hon var elev till Sara Flower, Isaac Nathan och Madame Wallace Bushelle. Hon framträdde frekvent både vid operaföreställningar och konserter. Bland hennes roller fanns Maria in Donizettis Regementets dotter, som då kallades den mest ambitiösa operaföreställning som framförts i Australien. Mellan 1855 och 1860 räknades hon som den ledande artisten vid operan i Melbourne. Under 1860- och 1870-talen turnerade Carandini med sitt eget musikaliska sällskap och framträdde vid konserter över hela Australien, Nya Zeeland, Indien och USA. Hon framträdde en sista gång i Australien 1892, och bosatte sig sedan i England.     
Maken återvände efter en benådning 1869 till Italien, där han avled året därpå. Bland hennes åtta barn deltog fem döttrar, Rosina Carandini, Lizzie Carandini, Fanny ("Fannie") Carandini, Isabella Carandini, och Emma Carandini i hennes turnéer, och blev alla, åtminstone tidvis verksamma som sångerskor. Hennes dotter Rosina Palmer blev en välkänd sopran i Australien.   
En gata i Canberra har sitt namn efter henne.